# September 2001
Dit artikel geeft een chronologisch overzicht van alle belangrijke gebeurtenissen per dag in de maand september van het jaar 2001.

## Gebeurtenissen

### 1 september
- Door een 1-0 nederlaag van het Nederlands elftal in en tegen Ierland is Nederland uitgeschakeld voor het WK voetbal 2002. Voor het eerst in zestien jaar is Nederland niet present op een eindtoernooi.
- Polen plaatst zich als eerste Europese land voor het WK voetbal. Met de nieuwe Liverpool-aanwinst Jerzy Dudek (ex-Feyenoord) in het doel winnen de Polen in Chorzow van Noorwegen: 3-0.
- Wielrenner Léon van Bon schrijft in Landgraaf de Ronde van Nederland op zijn naam.

### 2 september
- Noord-Korea wil de eerder dit jaar gestrande besprekingen met Zuid-Korea hervatten, meldt de Noord-Koreaanse televisie.
- Markt- en opinieonderzoeksbureau EMiS gaat fuseren met zijn branchegenoot Motivaction.
- Troy Douglas verbetert in het Italiaanse Rieti het Nederlands record op de 200 m tot 20,19 seconden.
- Alle eenheden van het Namibische leger die de regering van Congo-Kinshasa bijstaan, hebben het buurland inmiddels verlaten. Dat maakt Kofi Annan, de secretaris-generaal van de Verenigde Naties, bekend in Kinshasa.

### 3 september
- De Verenigde Staten en Israël stappen boos op uit de VN-conferentie tegen racisme in Durban. De vergadering is "gekaapt" door groepen die haar gebruiken als platform voor propaganda tegen Israël, zegt Michael Southwick, hoofd van de Amerikaanse delegatie.
- Meer dan 27 duizend wetenschappers uit 170 landen stellen een boycot in tegen wetenschappelijke tijdschriften die weigeren hun publicaties vrij toegankelijk te maken op internet.

### 5 september
- Het Nederlands elftal doet zijn sportieve plicht in de kwalificatiereeks voor het WK voetbal 2002. Ondanks de uitschakeling van vier dagen eerder wint de ploeg van bondscoach Louis van Gaal in Eindhoven met 5-0 van Estland door treffers van Boudewijn Zenden, Mark van Bommel (2), Phillip Cocu en Ruud van Nistelrooy.

### 6 september
- De regering van de Republiek Macedonië stemt in met een vredesplan dat speciale rechten gunt aan de Albanese minderheid in het land.
- In Brisbane laat Olimpiada Ivanova zijn goede vorm door het wereldrecord 20 000 m snelwandelen te verbeteren tot 1:26.52,3.

### 9 september
- De Tsjechische wielrenner Ondřej Sosenka wint de 58ste editie van de Ronde van Polen.

### 10 september
- KPN-topman Paul Smits stapt op. De schuldenlast bij KPN is 24 miljard euro. Hij wordt opgevolgd door Ad Scheepbouwer.

### 11 september
- Terroristische aanvallen op de Twin Towers van het World Trade Center in New York, en het Pentagon in Washington D.C.. Zie terroristische aanslagen op 11 september 2001.
- Het Amerikaanse luchtruim wordt voor twee dagen gesloten.
- Wall Street blijft gesloten tot maandag 17 september. Dit is de langste sluiting van de beurs sinds de Eerste Wereldoorlog.

### 12 september
- De NAVO verklaart voor de eerste keer in haar geschiedenis Artikel 5 van toepassing, waarin staat dat als een lid wordt aangevallen dit beschouwd wordt als een aanval op alle lidstaten.

### 13 september
- De Amerikaanse minister van Buitenlandse Zaken Colin Powell verklaart Osama bin Laden tot hoofdverdachte van de aanslagen op 11 september.
- In Trinidad en Tobago begint de negende editie van het WK voetbal voor spelers onder 17 jaar. Brazilië treedt aan als regerend kampioen.

### 16 september
- De Amerikaanse president George W. Bush verklaart de strijd tegen terrorisme.

### 17 september
- De handel op Wall Street wordt hernomen na vier dagen sluiting - De Dow Jones-index zakt met ongeveer 650 punten.

### 21 september
- Apple brengt Mac OS X 10.1 (codenaam: Puma) uit.
- Bij de ontploffing in een meststoffenfabriek in Toulouse (Frankrijk) vallen 25 doden en 650 gewonden.

### 29 september
- De CVP wordt herdoopt in CD&V (Christen-Democratisch en Vlaams).

### 30 september
- Het Angolees voetbalelftal wint de vijfde editie van de COSAFA Cup door in de finale (over twee wedstrijden) Zimbabwe te verslaan.
- In Port of Spain wint Frankrijk de wereldtitel bij de negende editie van het WK voetbal voor spelers onder 17 jaar. In de finale is de ploeg met 3-0 te sterk voor de leeftijdsgenoten uit Nigeria.

## Overleden
<< · januari · februari · maart · april · mei · juni · juli · augustus · september · oktober · november · december · >>